# ノッド因子

ノッド因子の化学構造(Sinorhizobium meliloti由来)

ノッド因子（Nod factor, 根粒形成因子）は、マメ科植物の根粒形成開始時に根粒菌として知られる細菌が産生するシグナル伝達分子である。 マメ科植物は細菌を取り込み共生関係をつくる。根粒菌は植物のために窒素固定産物を生成し、マメ科植物はニトロゲナーゼ活性を阻害する任意の酸素を取り除くレグヘモグロビンを生成する。ノッド因子はマメ科植物の遺伝子発現を変化させるもっとも注目すべき根粒遺伝子で根粒の器官形成に必要である。

## 概要
ノッド因子の化学構造は、アシル化キチンオリゴ糖骨格に末端または非末端残基に種々の官能基を有するリポキチンオリゴ糖(LCOS)である。
N-アセチルグルコサミン残基の数はノッド因子によって異なり、キチン糖鎖の重合度は3～5量体である。 またアシル基の鎖長および不飽和度、結合している官能基にも違いがある。植物に認識されるノッド因子の正確な化学構造は細菌種で異なり、ホスト-共生生物特異性の基盤となる。 ノッド因子は受容体キナーゼの特定のクラス、細胞外ドメインに属するいわゆるLysMドメインで認識される。 ２つのLysM（リジンモチーフ）受容体キナーゼ（NFR1とNFR5）が、2003年にマメ科のモデル植物であるミヤコグサ(Lotus japonicus)においてノッド因子受容体として初めて単離された。これらのキナーゼは大豆やマメ科のモデル植物であるウマゴヤシ(Medicago truncatula)からも単離されている。 NFR5はキナーゼドメインにおける古典的な活性化ループを欠いており、NFR5遺伝子はイントロンを欠いている。
ノッド因子に刺激される少なくとも3つの植物遺伝子はアーバスキュラー菌根の共生に関与している。特定のノッド因子添加はアーバスキュラー菌根のコロニー形成を強化する。2つのまったく異なる共生関係において基本的なメカニズムを共有していることを示している。

## 根粒菌内での生合成
ノッド因子は根粒菌の持つ根粒形成遺伝子(nod genes)が発現することで合成される。根粒形成遺伝子群は、すべての根粒菌が持っている共通nod遺伝子群(common nod genes)であるnodD, A, B, Cと、宿主特異性に関与する遺伝子群(hsn genes)であるnodF, E, G, H等、その他の3つに分類される。
ノッド(nod)遺伝子の発現は、細菌を引き寄せるために植物が分泌した土壌中のフラボノイド類の存在によって誘導される。根粒菌に取り込まれたフラボノイド化合物は細胞内でnodD遺伝子産物のNodDタンパクと複合体を形成する。その複合体がnodプロモーターであるnod boxと呼ばれる遺伝子領域に結合し、その結果RNAポリメラーゼがnod遺伝子群のプロモーターに結合し転写を開始すると考えられている。一連の流れにより発現したnodABCによりノッド因子が生合成される（NodCがN－アセチルグルコサミンを重合させキチン骨格を作り、NodBが非還元末端のアセチル基を除去した後、そこにNodAがアシル基（脂肪酸）を付加する。）。ノッド因子は根毛が細菌を包み込むような湾曲を誘導し、その後根粒を形成していく。

## その他
ノッド因子の合成・分泌の誘導は、植物から分泌されるフラボノイドだけではなく、これまでに高濃度の塩や低pHといった環境条件や、化学物質のテトロン酸でも報告されている。
また、マメ科植物と根粒菌の共生関係成立に重要な役割を担っているノッド因子だが、非マメ植物の生育を促進する効果があることも明らかになっている。その対象は多岐にわたり、その中にはイネやトウモロコシといった農業的に重要な作物も含まれている。